# Codul Gracie (H2O)
Codul Gracie (T.O.: Gacie Code) este un episod în 2 părți al celui de-al doilea sezon din serialul australian H2O - Adaugă apă.

## Distribuția
- Rikki Chadwick - Cariba Heine
- Cleo Sertori - Phoebe Tonkin
- Charlotte Wastford - Brittany Byrnes
- Lewis McCartney - Angus McLaren

### Secundare
- Martin Vaughan - Max Hamilton
- Mathew Scully - Tânărul Max

### Absenți
- Claire Holt - Emma Gilbert
- Burgees Abernethy - Zane Benett

## Sinopsis

### Partea 1
Cercetările lui Lewis îl conduc la Max, prietenul lui Gracie din anii 50. Max îl sfătuiește pe Lewis să nu o părăsească pe Cleo dacă o iubește cu adevărat.

### Patrea 2
...Cleo, Rikki, Emma și Lewis adună informații despre Gracie și află cu stupoare că este bunica lui Charlotte. Charlotte își dă seama că se întamplă ceva cu Lewis. Charllote vede un film cu Gracie sirenă.